# NGC 7035
NGC 7035 este o galaxie situată în constelația Capricornul. A fost descoperită în 1886 de către Frank Muller.